# John G. Dreyfus
John Gustave Dreyfus (* 15. April 1918 in London; † 29. Dezember 2002 ebenda) war ein englischer Druckhistoriker und Typograf.

## Leben
Dreyfus wurde 1918 in London geboren. Sein Vater stammte aus einer Bankiersfamilie aus Basel; seine Mutter kam aus Paris.
Nach dem Studium der Wirtschaftswissenschaften, erlernte er an der Cambridge University Press die klassische Typographie; von 1946 bis 1959 arbeitete er als Assistant University Printer der Cambridge University Press. Er beteiligte sich an der Gestaltung des Kataloges für die Gutenberg-Jubiläumsausstellung, die 1940 das Fitzwilliam Museum in Cambridge organisierte. Die Veranstaltung wurde früher als geplant abgebrochen. Grund dafür war der Zweite Weltkrieg. Die Ausstellung, die Johannes Gutenberg ehren sollte, konnte erst 1963 in London mit dem Titel „Printing and the Mind of Man“ nachgeholt werden. Dreyfus beteiligte sich dabei wieder an der Organisation und war zuständig für die Kataloge.
Seit 1954 war er als typographischer Berater für die Monotype Corporation tätig (Nachfolge von Stanley Morison). Er arbeitete auch als ferner Berater für das ganze europäische Gebiet des Limited Editions Clubs in New York. Von 1967 bis 1973 wurde er Präsident der Association Typographique Internationale (A.TYP.I) und danach Ehrenpräsident. 1975 wurde er zum Präsidenten der Printing Historical Society in London gewählt.
Dank zahlreicher Veröffentlichungen und Publikationen über sowohl historische als auch aktuelle Themen hat Dreyfus die Entwicklung von Bleisatz über Fotosatz bis zur digitalen Wiedergabe von Schriftzeichen aufgearbeitet.
Er starb am 29. Dezember 2002 in London.

### Werke
- The Work of Jan van Krimpen : a record in honour of his 60th birthday. Haarlem : Enschedé [u. a.], 1952.
- Printing and the Mind of Man. London, East Sussex, United Kingdom F. W. Bridges & Sons Ltd., 1963.
- Italic quartet : a record of the collaboration between Harry Kessler, Edward Johnston, Emery Walker and Edward Prince in making the Cranach Press Italic. Cambridge : University Printing House, 1966.
- The personal pleasures of a private press. Irving W. RobbinsStanford, 1971.
- William Caxton and his Quincentenary. New York: The Typophiles, 1976.
- William Morris and the art of the book. New York: The Pierpont Morgan Library, 1976.
- Aspects of French eighteenth century typography : a study of type specimens in the Broxbourne Collection at Cambridge University Library. Cambridge : The Roxburghe Club, 1982.
- Mecanorama. Le Perray-en-Yvelines : Mecanorama Technologies, 1988.
- Morris and the printed book : a reconsideration of his views on type and book design in the light of later computer-aided techniques. London : William Morris Society, 1989.
- A Londoner's View of Three Los Angeles Printer Friends and Their Work: Grant Dahlstrom, Saul Marks, Ward Ritchie. Los Angeles Occidental College Book Arts Program, 1990.
- A typographical masterpiece. San Francisco : The Book Club of California, 1990.
- Eric Gill for Father Desmond. London : Bain & Williams, 1993.
- Into print : selected writings on printing history, typography and book production. London : The British Library, 1994.

### Preise
- 1976 Sir Thomas More Award der University of San Francisco
- 1984 Frederic W. Goudy Award des Rochester Instituts of Technology
- 1984 Award der American Printing History Association
- 1996 Gutenberg-Preis der internationalen Gutenberg-Gesellschaft in Mainz